# Trip hop
Trip hop (znan tudi kot bristolski zvok ali bristolski acid rap) je termin, ki ga je skoval glasbeni novinar Andy Pemberton v britanskem časopisu Mixmag, da bi opisal instrumentalno hip hop skladbo "In/Flux", single iz 1993 DJ Shadow-a ter druge podobne skladbe, ki so bile izdane pod znamko Mo' Wax ter ki so jih predvajali v tedanjih londonskih klubih. In/Flux" je s svojimi pomešanimi bpm-i, sampli govorjene besede, godal, melodij, bizarnih zvokov, phat basov in počasnih ritmov poslušalcu dajal vtis, da je na glasbenem izletu (trip). Oznaka trip hop se je uveljavila za glasbeni trend sredi 90. let, trend downtempo elektronske glasbe, ki je izrasla iz angleških hip hop in house scen. Trip hop, včasih zaznamovan z zanašanjem na breakbeat-e in na s sampli bogat, pogosto melanholičen zvok, je prišel do veljave s popularnimi glasbeniki kot so Massive Attack, Portishead, Lamb, Tricky, Björk, Thievery Corporation, Amon Tobin, ter s skupinami, za katere je značilen rockovsko obarvan zvok kot denimo Ruby, kalifornijski DJ Shadow, Cut Chemist, Gorillaz, Unkle, kakor tudi britanski Howie B. Morcheeba, ki izvira iz Hythe-a v Kentu, londonski Glideascope and newyorški Bowery Electric se tudi pogosto povezujejo s tem zvokom. Med zadnjimi v tej vrsti izvajalcev sta Jem ter avstralski Spook. Bristolski zvok se je razvil iz širše scene bristolske urbane kulture.